# Делта (щат)
Делта е щат в Нигерия с площ 17 698 км2 и население 4 330 587 души (2007). Административен център на щата е град Асаба.

## Население
Населението на щата през 2007 година е 4 330 587 души, докато през 1991 година е било 2 570 181 души.